# いつか君は
「いつか君は」（いつかきみは）は、日本の歌手である沢田研二の80枚目のシングルである。
2022年11月11日にJULIE LABELより発売された。

## 解説
- 自身の主演映画『土を喰らう十二ヵ月』の主題歌として使用された[1]。主題歌を務めるのは新曲としては1978年公開の『さらば宇宙戦艦ヤマト 愛の戦士たち』以来44年ぶり、採用としては2017年公開のリメイク版『宇宙戦艦ヤマト2202 愛の戦士たち』以来5年ぶりとなる[2]。また、自身が出演する作品で主題歌を務めるのは映画では初めてである。
- 当曲は1996年発売のアルバム『愛まで待てない』の収録曲であり、26年越しにリマスター・シングルカットされた[3]。
- カップリング曲の「遠い夏」は2006年発売のアルバム『俺たち最高』の収録曲である。
- 2000年8月9日にリリースされた「耒タルベキ素敵」以来、22年ぶりにシングルで沢田自身がジャケット写真を飾った作品である。写真は先述の主演映画『土を喰らう十二ヵ月』のスチル写真が使用されている。

## 収録曲
1. いつか君は
  - 作詞：覚和歌子／作曲・編曲：大村憲司
2. 遠い夏
  - 作詞・作曲：沢田研二／編曲：白井良明